# دریاچه آکنا (کوتایک)
دریاچه آکنا (ارمنی: Ակնա լիճ) یک دریاچه دهانه آتشفشانی می‌باشد که در رشته‌کوه گقام در شرق استان شیراک، ارمنستان واقع شده‌است.

## نگارخانه

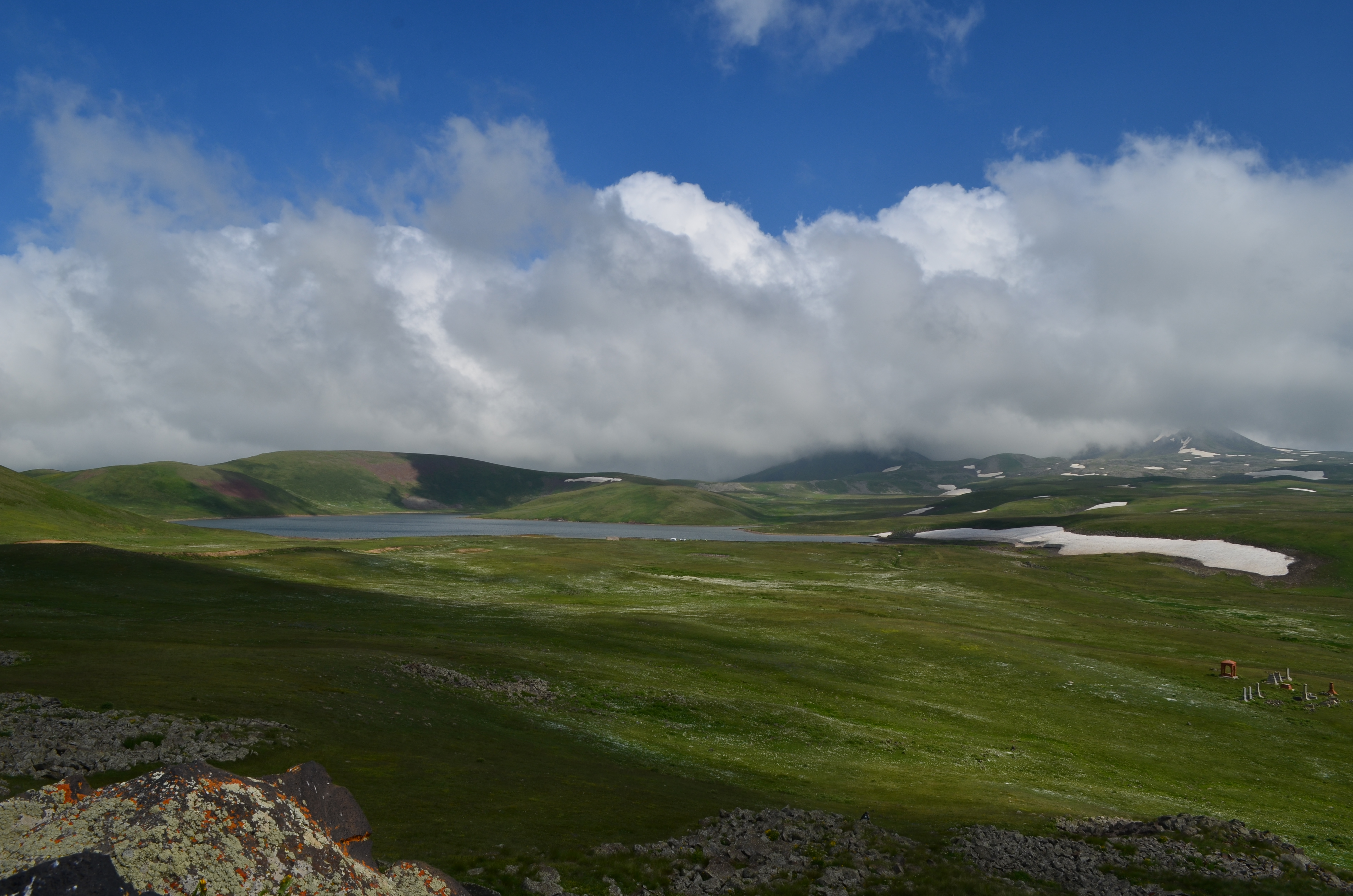
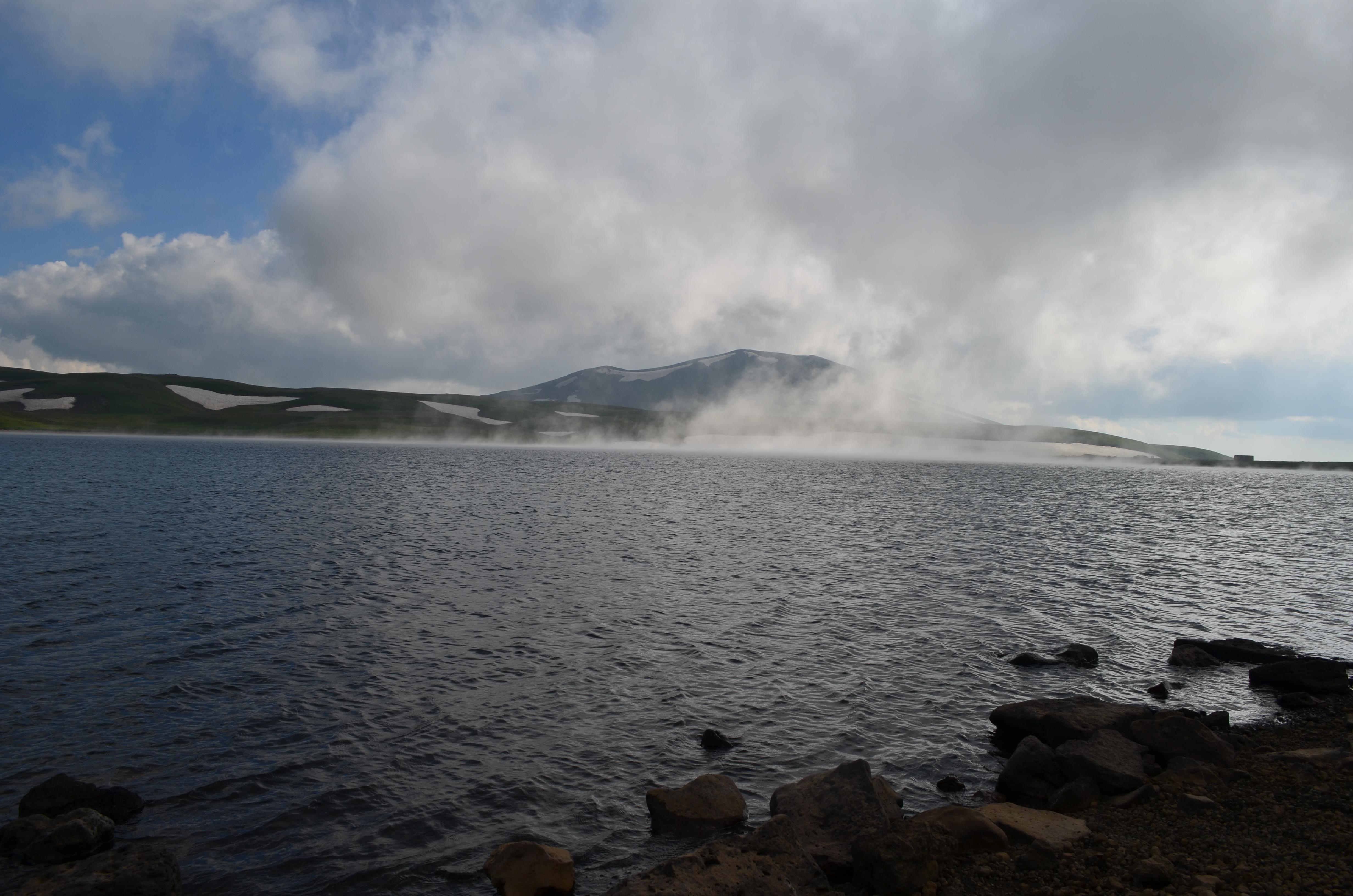
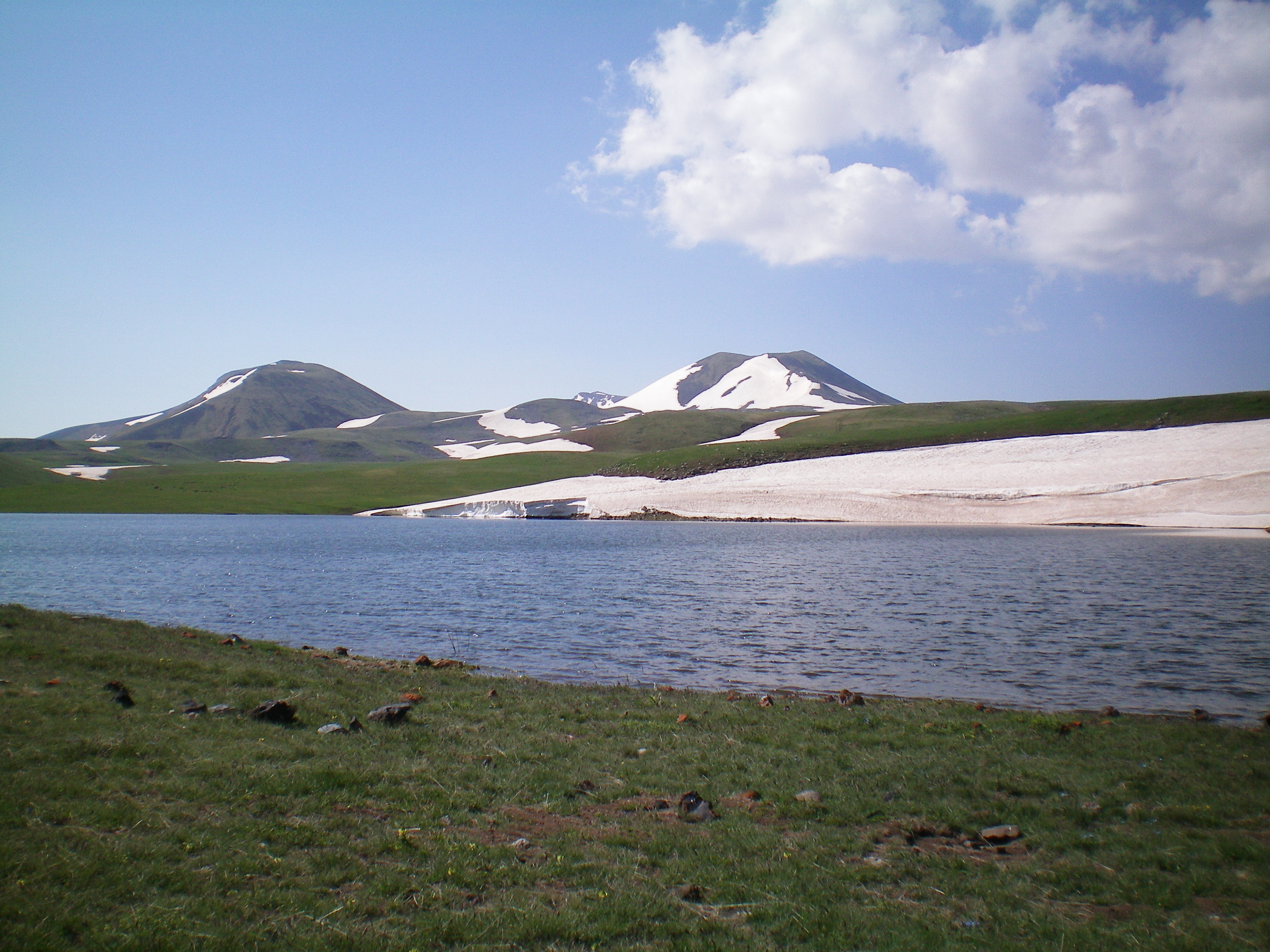
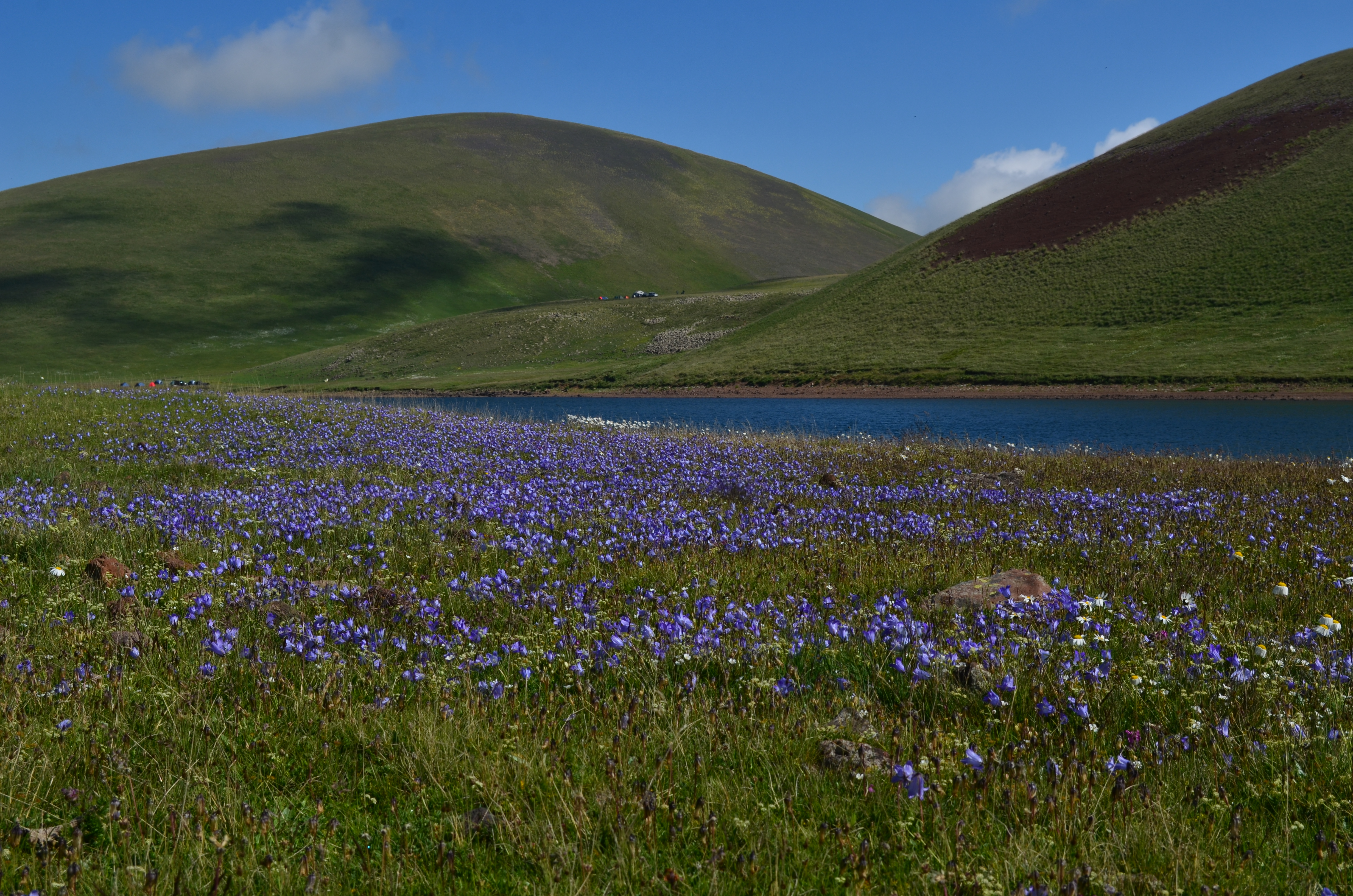